# 846年
| 千纪： | 1千纪                                                                                           |
| 世纪： | 8世纪 \| 9世纪 \| 10世纪                                                                        |
| 年代： | 810年代 \| 820年代 \| 830年代 \| 840年代 \| 850年代 \| 860年代 \| 870年代                       |
| 年份： | 841年 \| 842年 \| 843年 \| 844年 \| 845年 \| 846年 \| 847年 \| 848年 \| 849年 \| 850年 \| 851年 |
| 纪年： | 丙寅年（虎年）；唐会昌六年；南诏天启七年；日本承和十三年；渤海国咸和十六年                      |

## 大事记
- 會昌六年四月二十二日，唐武宗逝世，宦官馬元贄等矯詔擁立唐武宗叔父、唐憲宗十三子光王李忱為帝。
- 會昌六年五月二十二日，唐宣宗登基。五月中大赦。兼有敕：“天下毎州造兩寺。節度府許造三所寺。毎寺置五十僧。去年還俗僧年五十已上者依舊出家。其中年登八十者國家賜五貫文。還定三長月。依舊斷屠。”廢止了唐武宗的滅佛政策。
- 唐宣宗出李德裕為荊南節度使。此後，宰相白敏中等人一再貶黜李德裕，歷時將近四十年的牛李黨爭結束。
- 846年12月23日（唐會昌六年十二月二日巳時），日蝕。
- 回鶻汗國烏介可汗為宰相逸隐啜所殺，擁立遏捻可汗。
- 阿拉伯人在羅馬城外侵掠。

## 出生
- 11月1日——路易二世，加洛林王朝的西法蘭克國王，綽號「口吃者」。（879年逝世，33岁）
- 王潮，唐朝福建觀察使、威武軍節度使，琅琊王氏士族，閩太祖王審知之兄。

## 逝世
- 白居易，唐代詩人。
- 李宗閔，鄭王李元懿之後。
- 烏介可汗，回鹘的第十四任可汗。
- 唐武宗李炎，唐代第十六任皇帝。